# Kritische Machzahl
Als kritische Machzahl werden zwei unterschiedliche Größen bezeichnet.

## Kritische Machzahl im Flugwesen
Die kritische Machzahl Makrit ist zum einen ein Begriff aus der Luftfahrt. Dabei handelt es sich um jene Flugmachzahl, bei der an einer bestimmten Stelle des Flugzeuges zum ersten Mal sonische Bedingungen auftreten (sonisch bezeichnet den Übergang von Unterschall- zu Überschallströmung, d. h. Machzahl = 1). Da die Strömungsgeschwindigkeit an der Oberseite des Tragflächenprofils höher ist als die Fluggeschwindigkeit, treten Gebiete mit Überschallströmung zuerst meist an der Oberseite des Tragflügels auf.
Mit einfachen Worten gesagt, auch wenn das Flugzeug selbst mit weniger als Schallgeschwindigkeit fliegt, können an einzelnen Stellen in der Umströmung des Flugzeugs bereits Strömungen mit Schallgeschwindigkeit auftreten. Diese Fluggeschwindigkeit wird durch die kritische Machzahl {\displaystyle {\text{Ma}}_{\text{krit}}\leq 1} ausgedrückt.
Mit zunehmender Machzahl entwickelt sich aus dem lokal sonischen Gebiet ein Überschallbereich, der mit einer geraden Schockwelle abgeschlossen wird; diese entsteht beim Übertritt der Strömung vom Überschall- in den Unterschallbereich. Durch Überschreiten der kritischen Machzahl und der damit verbundenen Entstehung einer geraden Schockwelle kann es zu einer Ablösung der Grenzschicht hinter der Schockwelle kommen, dem Shock Stall (siehe Coffin Corner).
Die kritische Machzahl Makrit hängt vom Anstellwinkel, der Flügelpfeilung und der Profildicke ab.

## Kritische Machzahl, Lavalzahl
Als kritische Machzahl Mcr oder Lavalzahl M* wird auch eine Ähnlichkeitskennzahl bezeichnet, bei welcher die Strömungsgeschwindigkeit u auf die kritische Schallgeschwindigkeit c* bezogen wird.
Die einfache Machzahl Ma ist das Verhältnis der örtlichen Strömungsgeschwindigkeit u zur örtlichen Schallgeschwindigkeit c, die durch die örtliche Temperatur T bestimmt ist:
{\displaystyle {\text{Ma}}={\frac {u}{c}}={\frac {u}{\sqrt {\kappa \cdot R_{\mathrm {s} }\cdot T}}}}
mit
- dem Isentropenexponenten {\displaystyle \kappa }
- der Spezifischen Gaskonstante {\displaystyle R_{\mathrm {s} }.}

Dagegen ist die kritische Machzahl M* das Verhältnis der örtlichen Strömungsgeschwindigkeit u zur kritischen Schallgeschwindigkeit c*, die dort vorliegt, wo die Strömungsgeschwindigkeit gleich Schallgeschwindigkeit ist. Dort herrscht die kritische Temperatur T*, die in einem festen Verhältnis zur Ruhetemperatur Tt steht:
{\displaystyle M^{*}={\frac {u}{c^{*}}}={\frac {u}{\sqrt {\kappa \cdot R_{\mathrm {s} }\cdot T^{*}}}}={\frac {u}{\sqrt {{\frac {2\cdot \kappa }{\kappa +1}}\cdot R_{\mathrm {s} }\cdot T_{t}}}}}